# Chris Buck
Chris Buck, nome completo Christopher James Buck (Wichita, 24 febbraio 1958), è un regista, animatore e sceneggiatore statunitense.
È principalmente noto per aver diretto alcuni classici Disney come Tarzan (1999), Frozen - Il regno di ghiaccio (2013) e Frozen II - Il segreto di Arendelle (2019). Nel corso della sua carriera si è aggiudicato un Premio Oscar al miglior film d'animazione ed un British Academy Film Awards al miglior film d'animazione per Frozen - Il regno di ghiaccio.

## Biografia
Nato a Wichita (Kansas), Chris Buck è stato ispirato a esplorare l'animazione dal primo film che ha mai visto in un cinema da bambino: Pinocchio della Disney. In seguito, la sua famiglia si trasferì a Placentia (California), dove si diplomò alla El Dorado High School.
Dopodiché, studiò animazione dei personaggi per due anni alla CalArts, dove ha anche insegnato dal 1988 al 1993. Alla CalArts, Buck ha stretto amicizia con John Lasseter e con Michael Giaimo, con cui avrebbe lavorato molti anni dopo in Frozen - Il regno di ghiaccio. Nel 1978 entra a far parte dei Walt Disney Feature Animation come animatore.
Nel 2008, John Lasseter, all'epoca direttore creativo dei Walt Disney Animation Studios, lo coinvolse nelle realizzazione di un lungometraggio incentrato su "La regina delle nevi" di Hans Christian Andersen. Nel 2011, Buck coinvolse Jennifer Lee come sceneggiatrice del film, la quale fu promossa a co-regista qualche tempo dopo. Il 53° classico Disney fu acclamato dalla critica e gli fece guadagnare un Oscar, un Golden Globe, un BAFTA, l'Annie Awards ed altri numerosi e importanti riconoscimenti, oltre che realizzare il film d'animazione col maggiore incasso nella storia del cinema. Da allora, la Disney lo coinvolse come consulente creativo dei lungometraggi Big Hero 6 (2014), Zootropolis (2016) e Oceania (2016).
Nel settembre 2014 è stato annunciato che lui e Jennifer Lee avrebbero scritto e diretto un cortometraggio d'animazione appartenente al franchise di Frozen: Frozen Fever, rilasciato nella primavera del 2015 come anteprima di Cenerentola, remake dell'omonimo classico Disney, diretto da Kenneth Branagh. Il 12 marzo 2015, la Disney iniziò la pre-produzione del sequel di Frozen, Frozen II - Il segreto di Arendelle, e annunciò pubblicamente che Chris Buck e Jennifer Lee sarebbero tornati in qualità di registi. Il film, rilasciato a novembre 2019, incassò complessivamente 1,446 miliardi di dollari, battendo il record detenuto dal suo predecessore.

## Vita privata
Chris Buck è sposato con Shelley Rae Hinton Buck. Hanno tre figli, Ryder, Woody e Reed.
Il loro figlio maggiore, Ryder, è morto all'età di 23 anni il 27 ottobre 2013, in un incidente stradale. Il 2 marzo 2014, durante la cerimonia di premiazione degli Oscar, Buck ha dedicato la vittoria a quest'ultimo. La tragedia è stata un'ispirazione per la canzone "Fai ciò che è giusto" in Frozen II - Il segreto di Arendelle, così come uno dei personaggi presenti nel film, chiamato, appunto, "Ryder".

## Filmografia

### Regista

#### Cinema
- Tarzan, co-regia con Kevin Lima (1999)
- Surf's Up - I re delle onde, co-regia con Ash Brannon (2007)
- Frozen - Il regno di ghiaccio, co-regia con Jennifer Lee (2013)
- Frozen II - Il segreto di Arendelle (Frozen II), co-regia con Jennifer Lee (2019)
- Wish, co-regia con Fawn Veerasunthorn (2023)

#### Cortometraggi
- Frozen Fever, co-regia con Jennifer Lee (2015)

### Animatore
- Red e Toby nemiciamici, regia di Art Stevens, Ted Berman e Richard Rich (1981)
- Canto di Natale di Topolino, regia di Burny Mattinson (1983)
- Taron e la pentola magica, regia di Ted Berman e Richard Rich (1985)
- Le avventure del piccolo tostapane, regia di Jerry Rees (1987)
- Oliver & Company, regia di George Scribner (1988)
- La sirenetta, regia di Ron Clements e John Musker (1989)
- Bianca e Bernie nella terra dei canguri, regia di Hendel Butoy e Mike Gabriel (1990)
- Pocahontas, regia di Mike Gabriel e Eric Goldberg (1995)
- Topolino strepitoso Natale!, regia di Carole Holliday, Matthew O'Callaghan e Theresa Cullen (2004)
- Mucche alla riscossa, regia di Will Finn e John Sanford (2004)

## Riconoscimenti
- Premio Oscar
  - 2008 – Candidatura al miglior film d'animazione per Surf's Up - I re delle onde
  - 2014 – Miglior film d'animazione per Frozen - Il regno di ghiaccio
- Annie Award
  - 1995 – Candidatura per la miglior animazione dei personaggi in un film d'animazione per Pocahontas
  - 1999 – Candidatura per la miglior regia in un film d'animazione per Tarzan
  - 2008 – Candidatura per la miglior regia in un film d'animazione per Surf's Up – I re delle onde
  - 2008 – Candidatura per la miglior sceneggiatura in un film d'animazione per Surf's Up – I re delle onde
  - 2014 – Miglior regia in un film d'animazione per Frozen – Il regno di ghiaccio
  - 2020 – Candidatura per la miglior regia in un film d'animazione per Frozen II - Il segreto di Arendelle
- British Academy Film Awards
  - 2014 – Miglior film d'animazione per Frozen – Il regno di ghiaccio
  - 2020 – Candidatura al miglior film d'animazione per Frozen II – Il segreto di Arendelle